# Airbus E-Fan X
O Airbus / Rolls-Royce / Siemens E-Fan X foi uma aeronave demonstradora híbrida que foi planejada por uma parceria da Airbus, Rolls-Royce plc e Siemens.  Anunciado em 28 de novembro de 2017, ela seguiria os demonstradores de voo elétricos anteriores para o transporte sustentável da Visão Flightpath 2050 da Comissão Europeia. Uma aeronave de teste  BAe 146 teria um de seus quatro turbofans Lycoming ALF502 substituídos por um motor elétrico Siemens, adaptado pela Rolls-Royce e alimentado por um motor turboeixo AE2100, controlado e integrado pela Airbus com uma bateria de duas toneladas. Em abril de 2020, o programa foi cancelado durante a Pandemia de COVID-19.